# Rämsi
Rämsi är en ort i Estland. Den ligger i Puhja kommun och landskapet Tartumaa, i den södra delen av landet, 150 km sydost om huvudstaden Tallinn. Rämsi ligger 39 meter över havet och antalet invånare är 246.
Terrängen runt Rämsi är platt, och sluttar norrut. Runt Rämsi är det glesbefolkat, med 14 invånare per kvadratkilometer. Närmaste större samhälle är Tammelinn, 19,7 km öster om Rämsi. I omgivningarna runt Rämsi växer i huvudsak blandskog.